# داميون ريد
داميون ريد (بالإنجليزية: Damion Reid)‏ هو عازف جاز أمريكي، ولد في 16 يونيو 1979 في ويست كوفينا في الولايات المتحدة.

## وصلات خارجية
- الموقع الرسمي
- داميون ريد على موقع ميوزك برينز (الإنجليزية)
- داميون ريد على موقع أول ميوزيك (الإنجليزية)
- داميون ريد على موقع ديسكوغز (الإنجليزية)